# Górliz
Górliz (oficialmente en euskera: Gorliz) es un municipio del País Vasco, España. Situado en la costa occidental de la provincia de Vizcaya, a 30 km de la capital, Bilbao. Consta de 10,29 km², con una población de 6136 habitantes.
Górliz está formado por los siguientes barrios: Elexalde,  Uresaranse (Urezarantza), Gandia, Areatza, Guzurmendi y Aguirre.
Su economía se basa principalmente en el sector de servicios. Su principal fuente de ingresos es el turismo. En los últimos años se ha convertido en uno de los más importantes centros turísticos de Vizcaya.

## Toponimia
Górliz pertenece a la serie de topónimos vascos que tienen una terminación en -iz. Julio Caro Baroja defendía que la mayor parte de estos topónimos provenían de un nombre propio unido al sufijo latino -icus declinado.
En la zona vasconavarra, Caro Baroja consideraba que los sufijos -oz, -ez e -iz aplicados a la toponimia indicaban que en la antigüedad el lugar había sido propiedad de la persona cuyo nombre aparecía unido al sufijo, pudiéndose remontar su origen desde la Edad Media hasta la época del Imperio romano.
En el caso de Górliz, Caro Baroja no encontró un nombre indígena o romano conocido detrás del topónimo, pero teorizó con un  hipotético Gorlicus, obtenido a partir de añadir el sufijo latino -icus a dicho nombre. Otros autores han considerado que ese nombre podría ser Corlius , un nombre latino bien documentado, siendo la transformación de la consonante inicial Corlius -> Gorlius perfectamente regular en lengua vasca, ya que se ha producido en múltiples préstamos del latín
Así, si a un Gorlius si se le añade el sufijo latino -icus que indica lo que es perteneciente a este, se obtiene Gorlicus. Gorlicus podría ser también un hijo de Gorlius. Lo propio de Gorlicus y de sus descendientes sería Gorlici (genitivo de singular y nominativo de plural). 
De ese Gorlici se habría podido derivar el topónimo Górliz. De una evolución similar de ese sufijo latino -icus se habrían dado origen a los apellidos patronímicos utilizados en los idiomas romances de la península ibérica. 
Górliz quedó fijado como forma escrita del nombre en el siglo XIX, después de  establecer la Real Academia Española en 1763 la utilización del acento gráfico. Sin embargo en euskera el acento gráfico no se utiliza por lo que en esta lengua el topónimo se transcribe como Gorliz.  En la década de 1990 se materializó como único nombre oficial del municipio la variante vasca del nombre, que no lleva acento gráfico.

## Demografía
Górliz cuenta con una población de 6015 habitantes (INE 2024).
| Gráfica de evolución demográfica de Górliz entre 1842 y 2021 |
| |
| Población de derecho según los censos de población del INE Población de hecho según los censos de población del INEEn estos censos se denominaba Górliz: 1842, 1857, 1860, 1877, 1887, 1897, 1900, 1910, 1920, 1930, 1940, 1950, 1960, 1970, 1981 y 1991 |

## Cultura

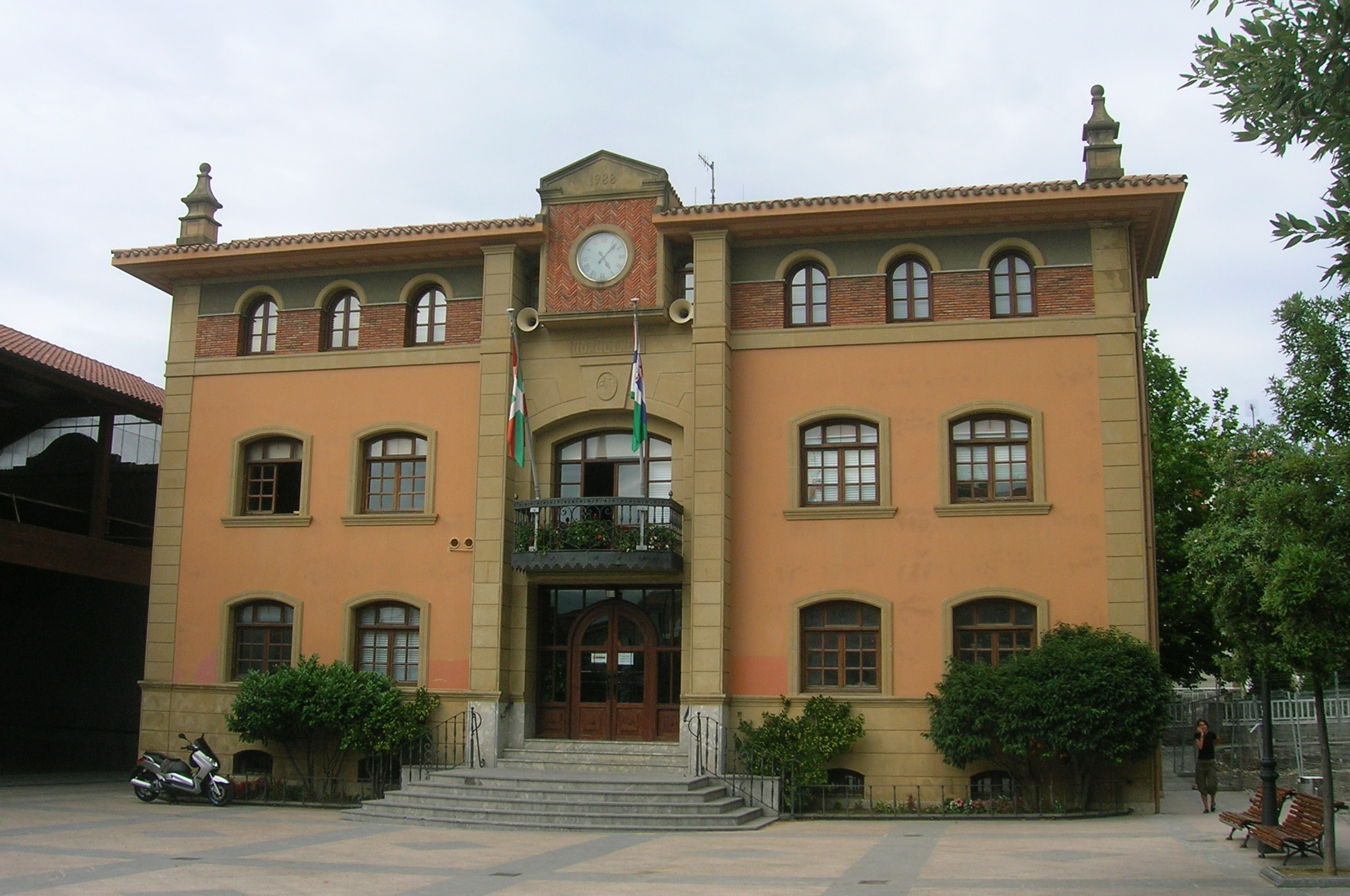
Casa consistorial

### Patrimonio
Una de las mayores atracciones del municipio es su playa y un pinar cercano a ésta. Cabe destacar su iglesia de la Purísima Concepción, fundada en el siglo X y remodelada en 1781, así como la ermita de Santa María (Ermita de Andra Mari de Agirre y de las Nieves).
En el cabo Villano, Billano o de Hormaza (Billao en euskera), a unos 30 minutos del centro urbano, se puede disfrutar de unas magníficas vistas junto al faro. En esta zona existen cañones y galerías subterráneas construidas tras la guerra civil española por el régimen de Franco, utilizando prisioneros de guerra del bando republicano, en previsión de un hipotético desembarco de los aliados tras la Segunda Guerra Mundial que nunca llegó a producirse.

Proyecto Horizontem360, Cabo Billano

En julio de 2016, un grupo de personas desarrolló el Proyecto Horizontem360 consistente en pintar una de las antiguas baterías militares de Cabo Billano para fundirla en el horizonte.

### Fiestas
El 29 de junio, festividad de San Pedro, se celebra una romería en el barrio de Iberre.
La fiesta principal del pueblo se celebra en torno al 25 de julio, día de Santiago. Los actos festivos incluyen un Festival de Habaneras y Polifonía Vasca. El barrio de Andra Mari celebra sus célebres fiestas el primer fin de semana de agosto con su tradicional concurso de paella, y con la romería del 5 de agosto en honor a la Virgen de Andra Mari de Aguirre y de las Nieves. El tercer fin de semana de agosto se celebran las fiestas del Barrio Urezarantza- Fano. El 8 de diciembre, festividad de la Inmaculada Concepción, se celebran una feria navideña y un concurso de caracoles a la vizcaína.

## Administración y política
Desde 1979 a 2007 Górliz tuvo alcaldes del Partido Nacionalista Vasco. En 1999 y en 2003 salió elegido Patxo Igartua, habiéndose presentado el PNV en coalición con Eusko Alkartasuna (EA). En 2007 se presentaron por separado EA y PNV. El PNV volvió a ser la fuerza más votada, pero obtuvo una mayoría simple del 40 % de los votos válidos (los de Acción Nacionalista Vasca fueron considerados nulos), que solo le reportó 6 de los 13 concejales. Emma Calzada, del Grupo Independiente de Gorliz (GIG) fue elegida alcaldesa, con los votos de su grupo (4 concejales), el Partido Popular del País Vasco (PP) (1 concejal), Ezker Batua-Berdeak (EB-B)-Aralar (1 concejal) y Eusko Alkartasuna (EA) (1 concejal).

| Partido político                                                            | 2023  | 2023  | 2023       | 2019  | 2019  | 2019       | 2015  | 2015  | 2015       | 2011  | 2011  | 2011       | 2007  | 2007  | 2007       |
| Partido político                                                            | %     | Votos | Concejales | %     | Votos | Concejales | %     | Votos | Concejales | %     | Votos | Concejales | %     | Votos | Concejales |
| Gorliz Bizirik, Herriaren Taupada (GHT)-Grupo Independiente de Gorliz (GIG) | 32,64 | 1009  | 5          | 21,94 | 694   | 3          | 23,55 | 669   | 4          | 31,47 | 958   | 5          | 28,46 | 676   | 4          |
| Euskal Herria Bildu (EH Bildu)                                              | 30,50 | 943   | 4          | 27,10 | 857   | 4          | 21,82 | 620   | 3          | 22,44 | 683   | 3          | —     | —     | —          |
| Euzko Alderdi Jeltzalea-Partido Nacionalista Vasco (EAJ-PNV)                | 28,37 | 877   | 4          | 41,11 | 1300  | 6          | 39,25 | 1115  | 6          | 36,40 | 1108  | 5          | 40,21 | 955   | 6          |
| Partido Socialista de Euskadi-Euskadiko Ezkerra (PSE-EE PSOE)               | 3,72  | 115   | 0          | 6,26  | 198   | 0          | 1,83  | 52    | 0          | 2,04  | 62    | 0          | 5,39  | 128   | 0          |
| Partido Popular del País Vasco (PP)                                         | 2,45  | 76    | 0          | 2,15  | 68    | 0          | 2,78  | 79    | 0          | 3,75  | 114   | 0          | 6,65  | 158   | 1          |
| Ezker Batua-Berdeak (EB-B)                                                  | —     | —     | —          | —     | —     | —          | —     | —     | —          | —     | —     | —          | 9,94  | 236   | 1          |
| Eusko Alkartasuna (EA)                                                      | —     | —     | —          | —     | —     | —          | —     | —     | —          | —     | —     | —          | 7,12  | 169   | 1          |